# Yvan Cournoyer
Pour les articles homonymes, voir Cournoyer.
Temple de la renommée : 1982
Yvan Serge Cournoyer (né le 22 novembre 1943 à Drummondville, Québec, Canada) est un joueur de hockey sur glace professionnel canadien qui a joué l'essentiel de sa carrière avec les Canadiens de Montréal de 1963 à 1979. Il évoluait au poste d'ailier.

## Biographie
En raison de sa grande vitesse et de sa petite taille, Cournoyer est surnommé le Roadrunner.
En 16 saisons de jeu, Cournoyer s'établit comme l'un des meilleurs joueurs offensifs de la LNH, marquant 428 buts et 435 passes décisives en 968 parties. Lors des séries éliminatoires de 1973, il marque 15 buts en 17 matchs et remporte le trophée Conn-Smythe qui est remis au joueur le plus utile des séries. Cournoyer participe à six Matchs des étoiles et fait partie de dix équipes championnes de la coupe Stanley.
On le surnommait le Roadrunner et, à l’instar du légendaire personnage de dessins animés, Yvan Cournoyer utilisait sa vitesse et son instinct pour éviter des prédateurs plus imposants et plus lents que lui. Il a survécu à 16 saisons dans la LNH, toutes disputées dans l’uniforme des Canadiens.
Cournoyer a effectué une entrée remarquée avec les Canadiens, inscrivant quatre buts en cinq matchs en 1963-1964, avant d’être utilisé presque exclusivement au sein du jeu de puissance lors des quatre saisons suivantes. Bien que l’équipe reconnaisse qu’il était doté d’habiletés offensives exceptionnelles, la direction croyait que le jeune joueur de 5’7’’ et 178 livres ne maîtrisait pas encore le côté défensif du jeu.
D’une rapidité incroyable et capable de tourner sur une pièce de 10 sous, le Roadrunner possédait des jambes si musclées qu’il pouvait à peine les croiser. Son puissant lancer des poignets, développé au cours de son enfance en se pratiquant avec de lourdes rondelles de métal, était l’un des plus redoutables de la ligue. Ces habiletés faisaient de Cournoyer l’un des attaquants les plus craints du hockey.
Ses adversaires ne pouvaient frapper ce qu’ils ne pouvaient attraper et, lorsque débuta la saison 1968-1969, Cournoyer avait mérité un poste permanent à l’aile droite. Lorsqu’on lui donna plus de responsabilités, Cournoyer éleva son jeu d’un cran et releva le défi. Non seulement améliora-t-il grandement son jeu défensif, il mena l’équipe avec 43 buts et récolta un sommet personnel de 87 points. Comme ce fut le cas lors de 10 des 16 saisons de Cournoyer à Montréal, les Canadiens remportèrent la coupe Stanley ce printemps-là.
Les années passèrent et le Roadrunner continua de jouer avec passion, s’affirmant comme l’un des meneurs de l’équipe – une bougie d’allumage sur qui on pouvait compter pour effectuer les gros jeux dans les moments cruciaux.
Choisi pour participer à la Série du siècle entre l’Union soviétique et le Canada en 1972, Cournoyer fut le joueur canadien le plus populaire auprès des Soviétiques en raison de son style de jeu. Il s’est distingué au cours de ces rencontres, récoltant une aide sur ce que plusieurs qualifient de but le plus marquant de l’histoire du hockey.
De retour à la maison pour la saison 1972-1973, une autre campagne fort fructueuse, Cournoyer termina au premier rang des marqueurs lors des séries et ses totaux de 15 buts et 25 points lui valurent le seul honneur individuel de sa carrière dans la LNH, le trophée Conn-Smythe.
Ayant succédé à Henri Richard à titre de capitaine des Canadiens en 1975, il conserva le « C » jusqu’à sa retraite, acceptant le flambeau avec fierté et allumant une flamme qui devait mener les siens à quatre conquêtes consécutives de la coupe Stanley. 

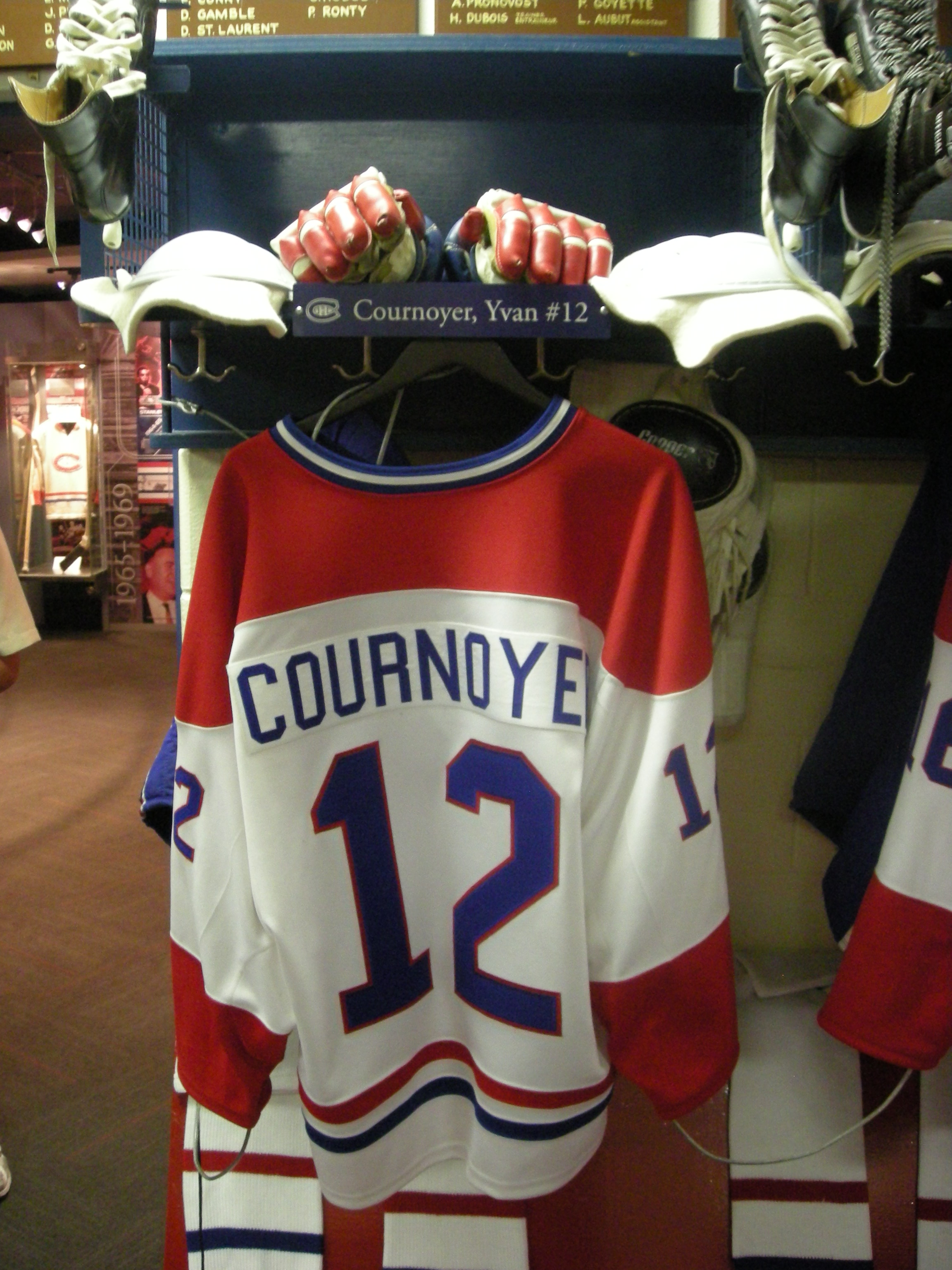
L'uniforme d'Yvan Cournoyer. Reproduction du vestiaire des Canadiens de Montréal, Temple de la renommée du hockey, Toronto, Ontario (Canada).

Quinze rencontres après le début de la saison 1978-1979, une opération au dos signifia un arrêt forcé et définitif pour le Roadrunner.
Cournoyer fut intronisé au Temple de la renommée du hockey en 1982 et, avec la même fierté et le même dévouement qui ont marqué sa carrière active, il agit depuis quelques années à titre d’ambassadeur pour l’équipe.
Un quart de siècle après avoir accroché ses patins, Yvan Cournoyer se retrouve toujours parmi les 10 meneurs de tous les temps des Canadiens pour le nombre de matchs disputés, les buts, les aides et les points, tant en saison régulière qu’en séries.
Il est un des artisans de la victoire de l'équipe Canada lors de la série du siècle en 1972 jouant les huit matchs au complet et marquant 5 buts durant le tournoi. Il marque notamment le but égalisateur lors du match ultime. 
En 1972, la ville de Drummondville construit un aréna qui porte son nom : l'Olympia Yvan-Cournoyer.
À la saison 1996-1997, Cournoyer est entraîneur-adjoint pour les Canadiens.
Il voit son numéro (le 12) être retiré par l'organisation du Canadien le 12 novembre 2005.
En 2017, il est nommé parmi les 100 plus grands joueurs de la LNH à l'occasion du centenaire de la ligue

## Statistiques
| Saison     | Équipe                    | Ligue      |     | Saison régulière | Saison régulière | Saison régulière | Saison régulière | Saison régulière |    | Séries éliminatoires | Séries éliminatoires | Séries éliminatoires | Séries éliminatoires | Séries éliminatoires |
| Saison     | Équipe                    | Ligue      | PJ  | B                | A                | Pts              | Pun              | PJ               | B  | A                    | Pts                  | Pun                  |                      |                      |
| 1960-1961  | Maroons de Lachine        | MMJHL      | 42  | 37               | 31               | 68               |                  |                  |    |                      |                      |                      |                      |                      |
| 1961-1962  | Canadiens de Montréal Jr. | OHA-Jr.    | 35  | 15               | 16               | 31               | 8                | 6                | 4  | 4                    | 8                    | 0                    |                      |                      |
| 1962-1963  | Canadiens de Montréal Jr. | OHA-Jr.    | 36  | 37               | 27               | 64               | 24               | 10               | 3  | 4                    | 7                    | 6                    |                      |                      |
| 1963-1964  | Canadiens de Montréal Jr. | OHA-Jr.    | 53  | 63               | 48               | 111              | 30               | 17               | 19 | 8                    | 27                   | 15                   |                      |                      |
| 1963-1964  | Canadiens de Montréal     | LNH        | 5   | 4                | 0                | 4                | 0                |                  |    |                      |                      |                      |                      |                      |
| 1964-1965  | Canadiens de Montréal     | LNH        | 55  | 7                | 10               | 17               | 10               | 12               | 3  | 1                    | 4                    | 0                    |                      |                      |
| 1964-1965  | As de Québec              | LAH        | 7   | 2                | 1                | 3                | 0                |                  |    |                      |                      |                      |                      |                      |
| 1965-1966  | Canadiens de Montréal     | LNH        | 65  | 18               | 11               | 29               | 8                | 10               | 2  | 3                    | 5                    | 2                    |                      |                      |
| 1966-1967  | Canadiens de Montréal     | LNH        | 69  | 25               | 15               | 40               | 14               | 10               | 2  | 3                    | 5                    | 6                    |                      |                      |
| 1967-1968  | Canadiens de Montréal     | LNH        | 64  | 28               | 32               | 60               | 23               | 13               | 6  | 8                    | 14                   | 4                    |                      |                      |
| 1968-1969  | Canadiens de Montréal     | LNH        | 76  | 43               | 44               | 87               | 31               | 14               | 4  | 7                    | 11                   | 5                    |                      |                      |
| 1969-1970  | Canadiens de Montréal     | LNH        | 72  | 27               | 36               | 63               | 23               |                  |    |                      |                      |                      |                      |                      |
| 1970-1971  | Canadiens de Montréal     | LNH        | 65  | 37               | 36               | 73               | 21               | 20               | 10 | 12                   | 22                   | 6                    |                      |                      |
| 1971-1972  | Canadiens de Montréal     | LNH        | 73  | 47               | 36               | 83               | 15               | 6                | 2  | 1                    | 3                    | 2                    |                      |                      |
| 1972-1973  | Canadiens de Montréal     | LNH        | 67  | 40               | 39               | 79               | 18               | 17               | 15 | 10                   | 25                   | 2                    |                      |                      |
| 1973-1974  | Canadiens de Montréal     | LNH        | 67  | 40               | 33               | 73               | 18               | 6                | 5  | 2                    | 7                    | 2                    |                      |                      |
| 1974-1975  | Canadiens de Montréal     | LNH        | 76  | 29               | 45               | 74               | 32               | 11               | 5  | 6                    | 11                   | 4                    |                      |                      |
| 1975-1976  | Canadiens de Montréal     | LNH        | 71  | 32               | 36               | 68               | 20               | 13               | 3  | 6                    | 9                    | 4                    |                      |                      |
| 1976-1977  | Canadiens de Montréal     | LNH        | 60  | 25               | 28               | 53               | 8                |                  |    |                      |                      |                      |                      |                      |
| 1977-1978  | Canadiens de Montréal     | LNH        | 68  | 24               | 29               | 53               | 12               | 15               | 7  | 4                    | 11                   | 10                   |                      |                      |
| 1978-1979  | Canadiens de Montréal     | LNH        | 15  | 2                | 5                | 7                | 2                |                  |    |                      |                      |                      |                      |                      |
| Totaux LNH | Totaux LNH                | Totaux LNH | 968 | 428              | 435              | 863              | 255              | 147              | 64 | 63                   | 127                  | 47                   |                      |                      |